# Karniewo (gmina)
Karniewo – gmina wiejska w województwie mazowieckim, w powiecie makowskim. W latach 1975–1998 gmina położona była w województwie ciechanowskim.
Siedziba gminy to Karniewo.
Według danych z 30 czerwca 2004 gminę zamieszkiwało 5459 osób.

## Struktura powierzchni
Według danych z roku 2002 gmina Karniewo ma obszar 129,38 km², w tym:
- użytki rolne: 87%
- użytki leśne: 7%

Gmina stanowi 12,15% powierzchni powiatu.

## Poczet wójtów
III Rzeczpospolita
- kadencje I, II, III, IV i V (1990–2010) – Józef Andrzej Stopa
- Kadencje VI i VII (2010–2018) – Michał Wojciech Jasiński

## Demografia

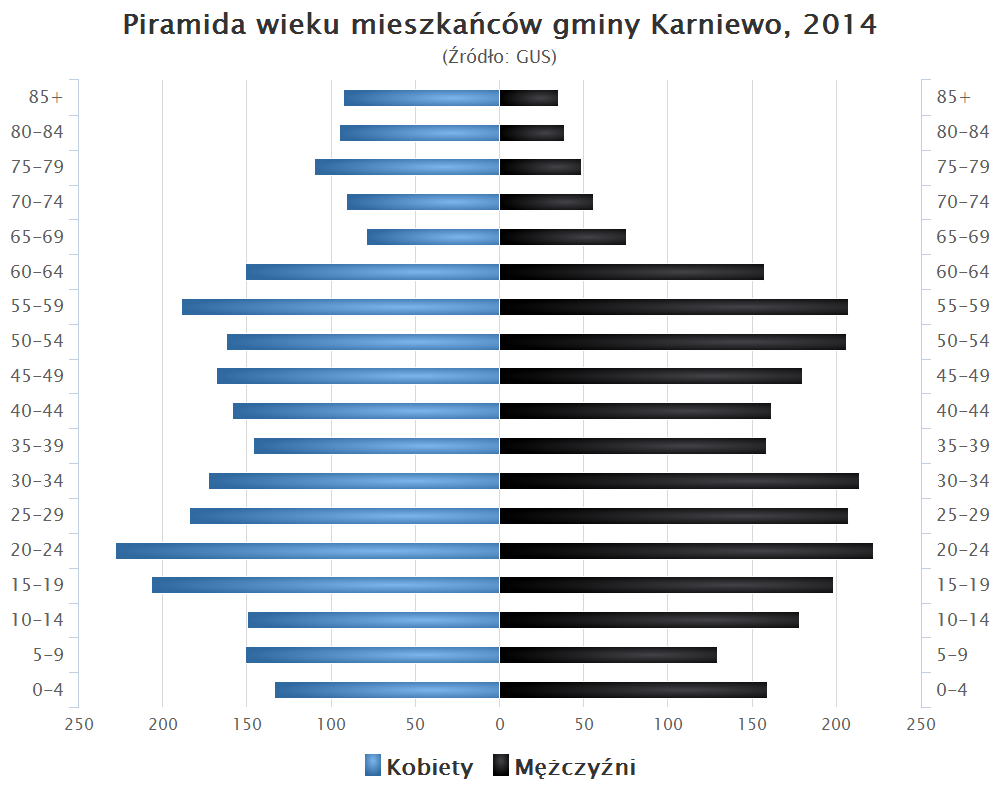
Piramida wieku mieszkańców gminy Karniewo w 2014 roku

Dane z 30 czerwca 2004:
| Opis                              | Ogółem | Ogółem | Kobiety | Kobiety | Mężczyźni | Mężczyźni |
| --------------------------------- | ------ | ------ | ------- | ------- | --------- | --------- |
| jednostka                         | osób   | %      | osób    | %       | osób      | %         |
| populacja                         | 5459   | 100    | 2749    | 50,4    | 2710      | 49,6      |
| gęstość zaludnienia (mieszk./km²) | 42,2   | 42,2   | 21,2    | 21,2    | 20,9      | 20,9      |

## Sołectwa
Baraniec, Byszewo, Byszewo-Wygoda, Chełchy-Chabdzyno, Chełchy Dzierskie, Chełchy Iłowe, Chełchy-Klimki, Chełchy Kmiece, Chrzanowo-Bronisze, Czarnostów, Czarnostów-Polesie, Gościejewo, Karniewo, Konarzewo-Bolesty, Krzemień (2 sołectwa: Krzemień Nowy i Krzemień-Górki), Leśniewo, Łukowo, Malechy, Milewo-Malonki, Obiecanowo, Ośnica, Rafały, Romanowo, Słoniawy, Szlasy-Złotki, Szwelice, Tłucznice, Wólka Łukowska, Wronowo, Zakrzewo, Zalesie, Zaręby, Zelki Dąbrowe, Żabin Karniewski, Żabin Łukowski
Miejscowości bez statusu sołectwa: Chełchy-Jakusy, Milewo-Wypychy

## Sąsiednie gminy
Czerwonka, Gołymin-Ośrodek, Gzy, Krasne, Maków Mazowiecki, Płoniawy-Bramura, Pułtusk, Szelków